# Tokyo Shinbun
Il Tokyo Shinbun (東京新聞?, Tōkyō Shinbun, lett. "Il Giornale di Tokyo") è un quotidiano giapponese pubblicato dal gruppo editoriale Chunichi Shimbun Co., Ltd. e diffuso nell'area metropolitana di Tokyo. Insieme al Chunichi Shinbun, l'edizione relativa all'area metropolitana di Nagoya, il giornale arriva a 3,5 milioni di copie dell'edizione del mattino diffuse ogni giorno. Al luglio 2008, secondo i dati dell'associazione degli editori giapponese, le copie vendute del Tokyo Shinbun ammontavano a 620.125 nell'edizione del mattino, ed a 309.387 in quella serale.
Il Tokyo Shinbun è anche proprietario dei Chunichi Dragons, squadra professionistica di baseball militante nella massima divisione giapponese.

## Storia
Le origini del gruppo risalgono al 1884, quando venne fondato il quotidiano locale di Nagoya. Nel 1942 il giornale si fuse con il Miyako Shinbun, un altro quotidiano di Nagoya, mentre l'assetto attuale risale al 1967, quando venne acquisito un quotidiano di Tokyo.

## La rete di corrispondenti esteri
Il gruppo ha tredici uffici di corrispondenza estera, situati a New York, Washington, Londra, Parigi, Berlino, Mosca, Il Cairo, Pechino, Shanghai, Taipei, Seul, Manila e Bangkok.